# NGC 4013
NGC 4013 je spiralna galaksija brez prečke v ozvezdju Velikega medveda. Njen navidezni sij je 12,1m. Od Sonca je oddaljena približno 14,6 milijonov parsekov, oziroma 47,62 milijonov svetlobnih let.
Galaksijo je odkril William Herschel 6. februarja 1788.
Galaksijo vidimo z njenega robu zaradi njene lege glede na Zemljo. Nedavna opazovanja so razkrila zankasti pinski tok zvezd, ki se razteza več kot 80 tisoč svetlobnih let iz njenega jedra. Verjetno gre za ostanke manjše galaksije, ki so jo raztrgale plimske sile pri trku z galaksijo NGC 4013.